# Progresión del récord mundial de salto de longitud
Las siguientes tablas muestran la progresión del récord mundial de salto de longitud masculino y femenino; además, en el apartado masculino, se puede ver un gráfico que muestra la progresión del récord a través de los años.

## Masculino

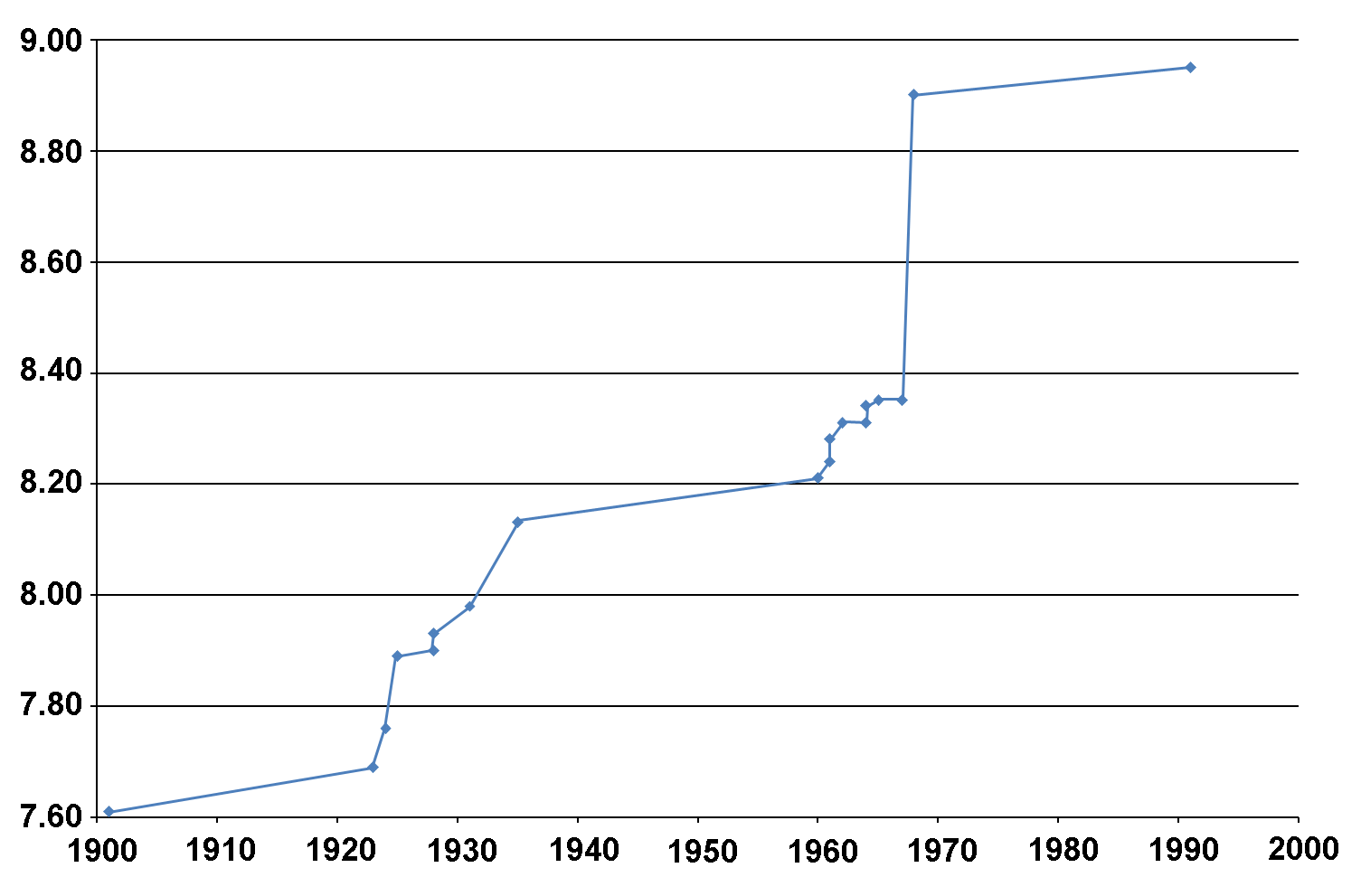
Gráfico que muestra la progresión del récord a través de los años; se aprecie la gran diferencia de más de medio metro que supuso el salto de Bob Beamon en 1968.

| Marca  | Viento (m/s) | Atleta             | Nacionalidad    | Lugar                       | Fecha                    |
| ------ | ------------ | ------------------ | --------------- | --------------------------- | ------------------------ |
| 7,61 m |              | Peter O'Connor     | Irlanda         | Dublín, Irlanda             | 5 de agosto de 1901      |
| 7,69 m |              | Edwing Gourdin     | Estados Unidos  | Cambridge, Estados Unidos   | 23 de julio de 1921      |
| 7,76 m |              | Robert LeGendre    | Estados Unidos  | Colombes, Francia           | 7 de julio de 1924       |
| 7,89 m |              | DeHart Hubbard     | Estados Unidos  | Chicago, Estados Unidos     | 13 de enero de 1925      |
| 7,90 m |              | Ed Hamm            | Estados Unidos  | Cambridge, Estados Unidos   | 7 de julio de 1928       |
| 7,93 m | 0,0          | Silvio Cator       | Haití           | Colombes, Francia           | 9 de septiembre de 1928  |
| 7,98 m | 0,5          | Chuhei Nambú       | Japón           | Tokio, Japón                | 27 de octubre de 1931    |
| 8,13 m | 1,5          | Jesse Owens        | Estados Unidos  | Ann Arbor, Estados Unidos   | 25 de mayo de 1935       |
| 8,21 m | 0,0          | Ralph Boston       | Estados Unidos  | Walnut, Estados Unidos      | 12 de agosto de 1960     |
| 8,24 m | 1,8          | Ralph Boston       | Estados Unidos  | Modesto, Estados Unidos     | 27 de mayo de 2020       |
| 8,28 m | 1,2          | Ralph Boston       | Estados Unidos  | Moscú, Unión Soviética      | 16 de julio de 1961      |
| 8,31 m | -0,1         | Igor Ter-Ovanesjan | Unión Soviética | Ereván, Unión Soviética     | 10 de junio de 1962      |
| 8,31 m | 0,0          | Ralph Boston       | Estados Unidos  | Kingston, Jamaica           | 15 de agosto de 1964     |
| 8,34 m | 1,0          | Ralph Boston       | Estados Unidos  | Los Ángeles, Estados Unidos | 12 de septiembre de 1964 |
| 8,35 m | 0,0          | Ralph Boston       | Estados Unidos  | Modesto, Estados Unidos     | 29 de mayo de 1965       |
| 8,35 m | 0,0          | Igor Ter-Ovanesjan | Unión Soviética | Ciudad de México, México    | 19 de octubre de 1967    |
| 8,90 m | 2,0          | Bob Beamon         | Estados Unidos  | Ciudad de México, México    | 18 de octubre de 1968    |
| 8,95 m | 0,3          | Mike Powell        | Estados Unidos  | Tokio, Japón                | 30 de agosto de 1991     |

## Femenino

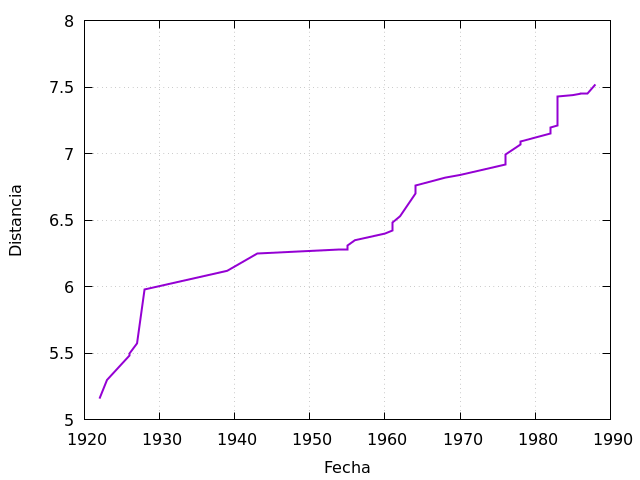
Gráfico que muestra la progresión del récord a través de los años en mujeres.

| Marca   | Viento (m/s) | Atleta                  | Nacionalidad                  | Lugar                          | Fecha                    |
| ------- | ------------ | ----------------------- | ----------------------------- | ------------------------------ | ------------------------ |
| 5,16 m  |              | Marie Mejzlikova        | Checoslovaquia                | Praga, Checoslovaquia          | 6 de agosto de 1922      |
| 5,30 m  |              | Marie Mejzlikova        | Checoslovaquia                | Praga, Checoslovaquia          | 23 de septiembre de 1923 |
| 5,485 m |              | Muriel Gunn             | Reino Unido                   | Londres, Reino Unido           | 2 de agosto de 1926      |
| 5,50 m  |              | Kinue Hitomi            | Japón                         | Gotemburgo, Suecia             | 28 de agosto de 1926     |
| 5,575 m |              | Muriel Gunn             | Reino Unido                   | Londra, Reino Unido            | 1º agosto 1927           |
| 5,98 m  |              | Kinue Hitomi            | Japón                         | Osaka, Japón                   | 20 de mayo de 1928       |
| 6,12 m  |              | Christel Schultz        | Alemania nazi                 | Berlín, Alemania               | 30 de julio de 1939      |
| 6,25 m  |              | Fanny Blankers-Koen     | Países Bajos                  | Leiden, Países Bajos           | 19 de septiembre de 1943 |
| 6,28 m  | 0,2          | Yvette Williams         | Nueva Zelanda                 | Gisborne, Nueva Zelanda        | 20 de febrero de 1954    |
| 6,28 m  | 1,3          | Galina Vinogradova      | Unión Soviética               | Moscú, Unión Soviética         | 11 de septiembre de 1955 |
| 6,31 m  | 0,5          | Galina Vinogradova      | Unión Soviética               | Tbilisi, Unión Soviética       | 18 de noviembre de 1955  |
| 6,35 m  | 1,0          | Elżbieta Krzesińska     | Polonia                       | Budapest, Hungría              | 20 de agosto de 1956     |
| 6,35 m  |              | Elżbieta Krzesińska     | Polonia                       | Melbourne, Australia           | 27 de noviembre de 1956  |
| 6,40 m  | 0,0          | Hildrun Claus           | República Democrática Alemana | Erfurt, Alemania Oriental      | 7 de agosto de 1960      |
| 6,42 m  | 1,4          | Hildrun Claus           | República Democrática Alemana | Berlín Este, Alemania Oriental | 23 de junio de 1961      |
| 6,48 m  | -1,5         | Tatyana Shchelkanova    | Unión Soviética               | Moscú, Unión Soviética         | 16 de julio de 1961      |
| 6,53 m  | 1,5          | Tatyana Shchelkanova    | Unión Soviética               | Lipsia, Alemania Oriental      | 10 de junio de 1962      |
| 6,70 m  |              | Tatyana Shchelkanova    | Unión Soviética               | Moscú, Unión Soviética         | 4 de julio de 1964       |
| 6,76 m  | -1,6         | Mary Rand               | Reino Unido                   | Tokio, Japón                   | 14 de octubre de 1964    |
| 6,82 m  | 0,0          | Viorica Viscopoleanu    | Rumania                       | Ciudad de México, México       | 14 de octubre de 1968    |
| 6,84 m  | 0,0          | Heide Rosendahl         | Alemania Occidental           | Turín, Italia                  | 3 de septiembre de 1970  |
| 6,92 m  | 1,6          | Angela Voigt            | República Democrática Alemana | Dresde, Alemania Oriental      | 9 de mayo de 1976        |
| 6,99 m  | 2,0          | Siegrun Siegl           | República Democrática Alemana | Dresde, Alemania Oriental      | 19 de mayo de 1976       |
| 7,07 m  | 1,9          | Vilma Bardauskienė      | Unión Soviética               | Chisináu, Unión Soviética      | 18 de agosto de 1978     |
| 7,09 m  | 0,0          | Vilma Bardauskienė      | Unión Soviética               | Praga, Checoslovaquia          | 29 de agosto de 1978     |
| 7,15 m  | 0,3          | Anișoara Cușmir-Stanciu | Rumania                       | Bucarest, Romania              | 1 de agosto de 1982      |
| 7,20 m  | -0,3         | Vali Ionescu            | Rumania                       | Bucarest, Rumania              | 1 de agosto de 1982      |
| 7,21 m  | 0,6          | Anișoara Cușmir-Stanciu | Rumania                       | Bucarest, Rumania              | 15 de mayo de 1983       |
| 7,27 m  | 0,6          | Anișoara Cușmir-Stanciu | Rumania                       | Bucarest, Rumania              | 4 de junio de 1983       |
| 7,43 m  | 1,4          | Anișoara Cușmir-Stanciu | Rumania                       | Bucarest, Rumania              | 4 de junio de 1983       |
| 7,44 m  | 2,0          | Heike Drechsler         | República Democrática Alemana | Berlín Este, Alemania Oriental | 22 de septiembre de 1985 |
| 7,45 m  | 0,9          | Heike Drechsler         | República Democrática Alemana | Tallin, Unión Soviética        | 21 de junio de 1986      |
| 7,45 m  | 1,1          | Heike Drechsler         | República Democrática Alemana | Dresde, Alemania Oriental      | 3 de julio de 1986       |
| 7,45 m  | 0,6          | Jackie Joyner-Kersee    | Estados Unidos                | Indianápolis, Estados Unidos   | 13 de agosto de 1987     |
| 7,45 m  | 1,0          | Galina Čistjakova       | Unión Soviética               | Leningrado, Unión Soviética    | 11 de junio de 1988      |
| 7,52 m  | 1,4          | Galina Čistjakova       | Unión Soviética               | Leningrado, Unión Soviética    | 11 de junio de 1988      |